# Evarcha hunanensis
Evarcha hunanensis is een spinnensoort in de taxonomische indeling van de springspinnen (Salticidae).
Het dier behoort tot het geslacht Evarcha. De wetenschappelijke naam van de soort werd voor het eerst geldig gepubliceerd in 1993 door Peng, Xie & Joo-Pil Kim.